# بیلی گلیه
بیلی گلیه (انگلیسی: Billy Gallier; ۲۴ آوریل ۱۹۳۲ – ۶ فوریهٔ ۲۰۱۱) بازیکن فوتبال اهل بریتانیا بود.
از باشگاه‌هایی که در آن بازی کرده‌است می‌توان به باشگاه فوتبال تاموورث و باشگاه فوتبال والسال اشاره کرد.